# Playa Grande Airport
Playa Grande Airport är en flygplats i Guatemala.   Den ligger i departementet Departamento del Quiché, i den centrala delen av landet, 150 km norr om huvudstaden Guatemala City. Playa Grande Airport ligger 173 meter över havet.
Terrängen runt Playa Grande Airport är platt. Runt Playa Grande Airport är det ganska tätbefolkat, med 67 invånare per kvadratkilometer. I omgivningarna runt Playa Grande Airport växer i huvudsak städsegrön lövskog.